# Plastieken Plunk
De Plastieken Plunk is een Belgische stripprijs die jaarlijks wordt uitgereikt. De strip beloont het beste Nederlandstalige, Engelstalige of woordloze korte stripverhaal uit de inzendingen.
Het beeldje wordt gemaakt door jaarlijks gemaakt door Luc Cromheecke. Cromheecke is tevens de tekenaar van de stripreeks Plunk!, waarnaar de prijs vernoemd is.

## Concept
Drie maanden voor de uitreiking wordt een Open Call gelanceerd waarbij stripmakers hun werk kunnen insturen die twee tot zeventien pagina's lang mag zijn. Daarna stelt de Pulp deLuxe-redactie een shortlist van acht korte stripverhalen samen waaruit een vakjury de winnaar kiest. De winnaar van de Plastieken Plunk krijgt €250.

## Geschiedenis
Van 2004 tot 2007 beloonden de lezers van Pulp deLuxe de beste strip van de website met de Grote Prijs voor de Kortstrip (Poll deLuxe).
Vanaf 2008 reikten Pulp deLuxe en Plots Stripmagazine samen een nieuwe prijs uit die de naam Plastieken Plunk meekreeg, naar analogie met de Bronzen Adhemar en de stripreeks Plunk!. Het publiek kon nog steeds zijn mening geven via de publieksprijs.
Later nam de Vlaamse Onafhankelijke Stripgilde de rol van Plots Stripmagazine over. In 2016 won Jonas Sysmans met de korte strip Krieg. In 2018 verhoogde De Stripspeciaalzaak de prijzenpot van de allerlaatste publieksprijs van € 50 naar € 150. In 2019 en 2020 werd de prijs niet uitgereikt.
In 2021 kreeg de Plastieken Plunk een nieuwe bestemming op het festival Zine Happening in de Kunsthal in Gent. De publieksprijs werd vervangen door de jongerenprijs PukkelPlunk (voor stripmakers tussen 14 en 18 jaar) en de Small Press BIG Award, de prijs voor de origineelste zine van het festival.

## Winnaars

### Grote Prijs voor de Kortstrip
| Jaar | Winnaar                       | Bekroond werk   |
| ---- | ----------------------------- | --------------- |
| 2004 | Steven Dupré                  | Selkie          |
| 2005 | Brecht Evens                  | Koenraad        |
| 2006 | Filip Strubbe en Ivan Claeys  | Dilemma         |
| 2007 | Kristof Spaey en Steven Dupré | Back to reality |

### Plastieken Plunk
| Jaar | Winnaar                | Bekroond werk          |
| ---- | ---------------------- | ---------------------- |
| 2008 | Pinda (Hans Boeykens)  | Aleize                 |
| 2009 | Brecht Evens           | Handen uit de mouwen   |
| 2010 | Erwin Kho              | Elke seconde telt      |
| 2011 | Frederik Van Den Stock | De preminiemen         |
| 2012 | Martijn van Santen     | Het ondernemersdilemma |
| 2013 | Leslie Saurus          | Dolfijnsoep            |
| 2014 | Thijs Desmet           | Spokenuur              |
| 2015 | Jan van Doornspeek     | Wachtkamer             |
| 2016 | Jonas Sysmans          | Krieg                  |
| 2017 | Yannick Pelegrin       | Oerwoud achter glas    |
| 2018 | Maarten Vande Wiele    | Octopussy in 007 pages |
| 2021 | Gerlinde De Ryck       | Home                   |
| 2022 | Kaylan Saro            | Elke dag goelag        |
| 2023 | Josse Pommé            | Moppermaan             |

### PukkelPlunk
| Jaar | Winnaar              | Bekroond werk  |
| ---- | -------------------- | -------------- |
| 2021 | Ravian Pattyn        | Kasso en Patso |
| 2022 | Marie Zamora Alvarez | Jordan         |
| 2023 | Ravian Pattyn        | 1671           |

### Small Press BIG Award
| Jaar | Winnaar             | Bekroond werk     |
| ---- | ------------------- | ----------------- |
| 2021 | pietra publications | A Shared Moment   |
| 2022 | Marine Forestier    | Maquis Maki Makey |

### Publieksprijs
| Jaar | Winnaar                                            | Bekroond werk                              |
| ---- | -------------------------------------------------- | ------------------------------------------ |
| 2008 | Swahili en Peter Moerenhout                        | Brief aan een onbekende                    |
| 2009 | Pieter Rosseel en Peter Moerenhout                 | Zuiverend vuur                             |
| 2010 | Bartosz Sztybor, Piotr Nowacki en Tomasz Pastuszka | Just one different thought                 |
| 2011 | Merel Cremers                                      | Carrousel                                  |
| 2012 | Mathias van den Berge en Bram Vaassen              | Ik ben beter alleen en een beetje verveeld |
| 2013 | Jeroen Funke (Lamelos)                             | Poepie Love                                |
| 2014 | Bram Algoed                                        | Na zondag was het opnieuw maandag          |
| 2015 | Floris De Smedt                                    | Kapitein Ansjovis                          |
| 2016 | Dennis Marien                                      | Metamorfosen                               |
| 2017 | Merel Moonen                                       | Vormen                                     |
| 2018 | Lien Vanstiphout                                   | Speeltijd                                  |